# Guy Luzon
Guy Luzon (in ebraico גיא לוזון‎?; Petah Tiqwa, 7 agosto 1975) è un allenatore di calcio ed ex calciatore israeliano, di ruolo difensore, attuale commissario tecnico della nazionale Under-21 israeliana.

## Carriera

### Giocatore

#### Club
Luzon ha giocato con la maglia del Maccabi Petah Tiqwa.

### Allenatore
È stato allenatore del Maccabi Petah Tiqwa dal 2001 al 2007. È poi passato alla guida dello Hapoel Tel Aviv, prima di tornare al Maccabi Petah Tiqwa. Successivamente, ha trascorso un biennio sulla panchina del Bnei Yehuda. In seguito, è stato scelto come commissario tecnico di Israele under 21. La nazionale israeliana si è qualificata d'ufficio al campionato europeo di categoria del 2013, quale paese ospitante. Ha annunciato che avrebbe lasciato la guida tecnica della selezione israeliana al termine della rassegna. Il 27 maggio 2013, è stato nominato allenatore dello Standard Liegi, incarico che avrebbe intrapreso una volta concluso l'europeo Under-21.